# Troglobisium racovitzai
Troglobisium racovitzai es una especie de arácnido del orden Pseudoscorpionida de la familia Syarinidae.

## Distribución geográfica
Se encuentra en España.